# Sebastian Örnemark
Oskar Sebastian Theodor Örnemark, född 17 september 1985, är en svensk kompositör och pianist.
Örnemark har bland annat skrivit musik till Disney+serien Marvel 616, Netflix-serien Street Food och den Emmy-nominerade Netflix-serien Chef's Table, varav den sistnämnda resulterade i en nominering för bästa originalmusik vid Hollywood Music and Media Awards 2017. Han har även blivit utnämnd "Composer to Watch" av The American Society of Composers, Authors and Publishers (ASCAP). Han är utbildad i piano och komposition vid Kungliga Musikhögskolan och är alumn från det prestigefyllda programmet Scoring for Motion Pictures and Television vid USC Thornton School of Music i Los Angeles.
Han har dirigerat och spelat in musik med orkestrar i studior som bl.a. 20th Century Fox, Capitol Records och Warner Bros. i Los Angeles, City of Prague Philharmonic Orchestra i Tjeckien, Bratislava Symphony Orchestra i Slovakien och Macedonian Symphonic Orchestra.

## Filmmusik (i urval)
- 2020 - Marvel 616 (Disney+)
- 2020 - Chef's Table: BBQ (Netflix)
- 2020 - Street Food: Latin America (Netflix)
- 2019 - Street Food: Asia (Netflix)
- 2019 - Chef's Table Säsong 6 (Netflix)
- 2019 - Cabarete
- 2018 - Chef's Table Säsong 5 (Netflix)
- 2018 - Chef's Table Säsong 4: Pastry (Netflix)
- 2017 - Dealt
- 2017 - Meido
- 2017 - Chef's Table Säsong 3 (Netflix)
- 2016 - Chef's Table: France (Netflix)
- 2016 - Chef's Table Säsong 2 (Netflix)
- 2016 - Simple Days
- 2015 - Room
- 2015 - Mandala
- 2015 - Undone
- 2015 - A Stage for Size
- 2014 - Croissant Man
- 2013 - Alice
- 2012 - Annalyn
- 2011 - Här Slutar Sverige